# Sofía Reca
Sofía Reca (Luján, provincia de Buenos Aires; 31 de marzo de 1984) es una actriz, cantante y presentadora argentina.

## Biografía
Es hija de Guillermo Reca, uno de los principales dueños de la compañía eléctrica Edesur y de varias empresas gasíferas, y exjefe para América Latina del banco de inversión estadounidense Merrill Lynch.
Está casada con el director y productor de televisión Tomás Yankelevich desde 2008, con quien tiene dos hijos: Inti, nacido en 2010, y Mila, nacida en 2018. El 28 de julio de 2025, Mila sufrió un accidente en Miami y murió a los 7 años. A través de su pareja es nuera de Gustavo Yankelevich, productor de televisión, y de Cris Morena, actriz y productora de televisión. A su vez fue cuñada de Romina Yan, actriz y cantante, fallecida en 2010.Sofía reside con su familia en Miami (Estados Unidos).

## Trayectoria
Reca debutó en televisión en el año 2001 en el programa de Disney Channel Disney magical moments. Al año siguiente, realizó una gira con El show de Disneymania por América Latina y realizó comerciales para marcas como Coca-cola.[cita requerida]
En 2004 participó en la tira de Ideas del Sur, Los Roldán y luego actuó en las series juveniles Paraíso Rock y El refugio. [cita requerida]
En 2006 protagonizó en teatro la comedia musical 100 años de magia, y en televisión realizó una participación en la ficción Sos mi vida.[cita requerida]
Entre 2008 y 2009 fue animadora infantil de Playhouse Disney junto a Diego Topa por la pantalla de Disney Channel y Playhouse Disney Channel.
A principios de 2009 fue la coprotagonista de la serie protagonizada por Benjamín Rojas, Jake & Blake, creada por Cris Morena y producida por Cris Morena Group, RGB Entertainment y Disney Channel Latinoamérica.
En 2011, participó en la serie de Disney Channel y Telefe, Súper torpe como Michi, y más tarde fue convocada para participar de otra tira de Telefe, Cuando me sonreís, en donde interpretaba a Lucía Fernández, una maestra de escuela primaria que tiene una historia con Juan Segundo Murfi (Benjamín Rojas).
En 2012 trabajó en la serie musical Qitapenas protagonizada por Miguel Ángel Rodríguez y Silvia Kutika por Telefe, que se emitió durante el año 2013.
En 2014 interpreta a la villana de la telenovela Camino al amor, protagonizada por Sebastián Estevanez y Carina Zampini.

## Televisión
| Televisión | Televisión                 | Televisión               | Televisión            |
| Año        | Título                     | Personaje                | Canal                 |
| ---------- | -------------------------- | ------------------------ | --------------------- |
| 2001       | Disney Magical Moments     | Ella misma               | Disney Channel        |
| 2004-2005  | Los Roldán                 | Sofía                    | Telefe\|Canal 9       |
| 2005       | Paraíso rock               | Alma                     | Canal 9               |
| 2006       | El refugio                 | Rocío "Rochi" Díaz       | El Trece              |
| 2006-2007  | Sos mi vida                | Clara                    | El Trece              |
| 2007-2008  | Playhouse Disney           | Conductora               | Disney Channel        |
| 2008       | The Young and the Restless | -                        | CBS                   |
| 2009-2010  | Jake & Blake               | Luz Fuentes              | Disney Channel        |
| 2011       | Cuando me sonreís          | Lucía Fernández          | Telefe                |
| 2011       | Atrapados                  | Vicky                    | Yups Channel          |
| 2011-2012  | Súper torpe                | Michi                    | Telefe/Disney Channel |
| 2013       | Qitapenas                  | Dolores "Lola" Qitapenas | Telefe                |
| 2014       | Camino al amor             | Guadalupe "Lupe" Alcorta | Telefe                |
| 2014       | Tu cara me suena 2         | Joss Stone (una gala)    | Telefe                |
| 2015       | ¿Quién es quién?           | Renata Sandoval          | Telemundo             |
| 2019       | Betty en Nueva York        | Romina                   | Telemundo             |

## Teatro
| Teatro | Teatro                 | Teatro    | Teatro |
| Año    | Obra                   | Personaje |        |
| ------ | ---------------------- | --------- | ------ |
| 2002   | El show de Disneymania | Sofía     |        |
| 2006   | 100 años de magia      | Berta     |        |